# Lakulisha

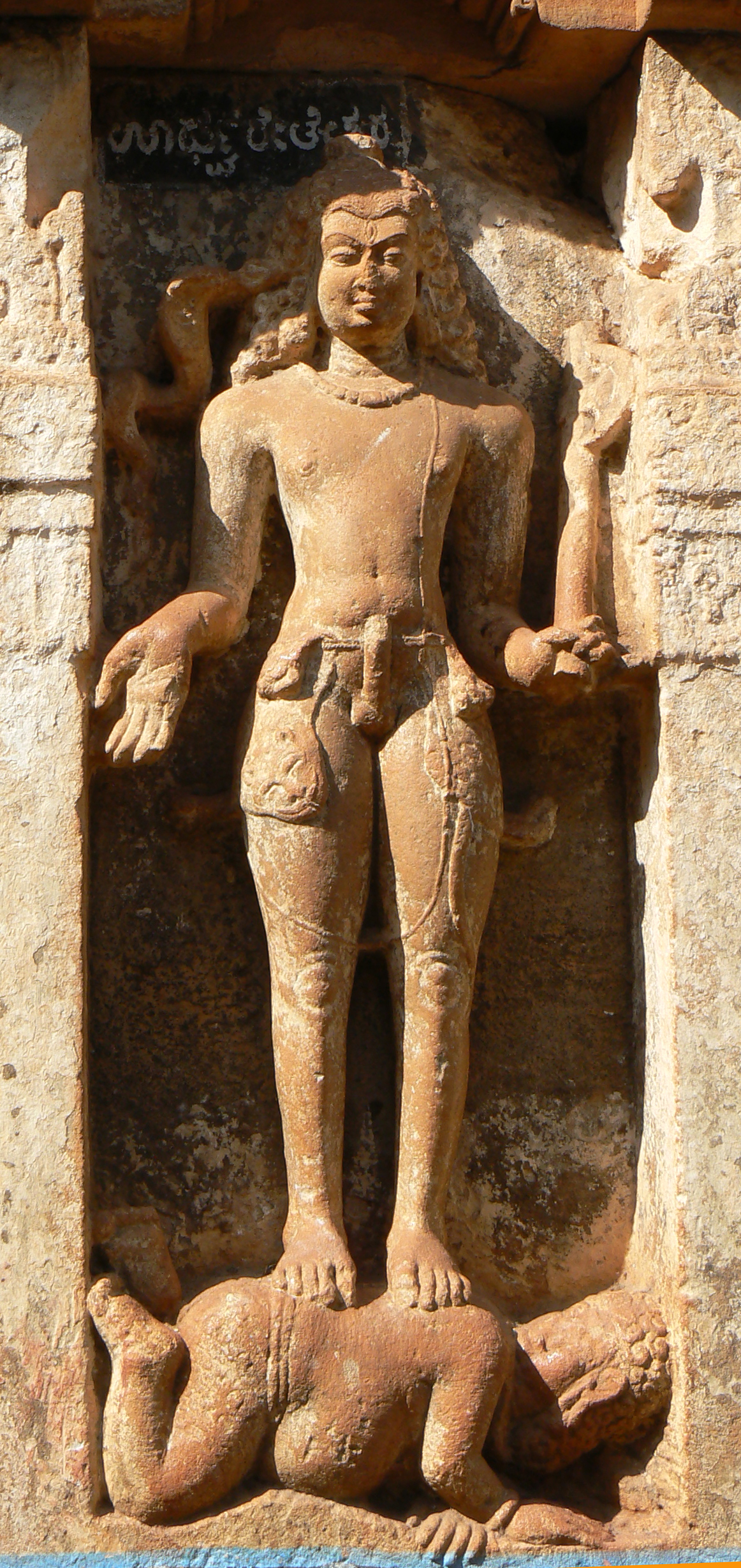
Lakulisha-Statue an einem Hindu-Tempel in Mahakuta, Karnataka (7. Jh.)

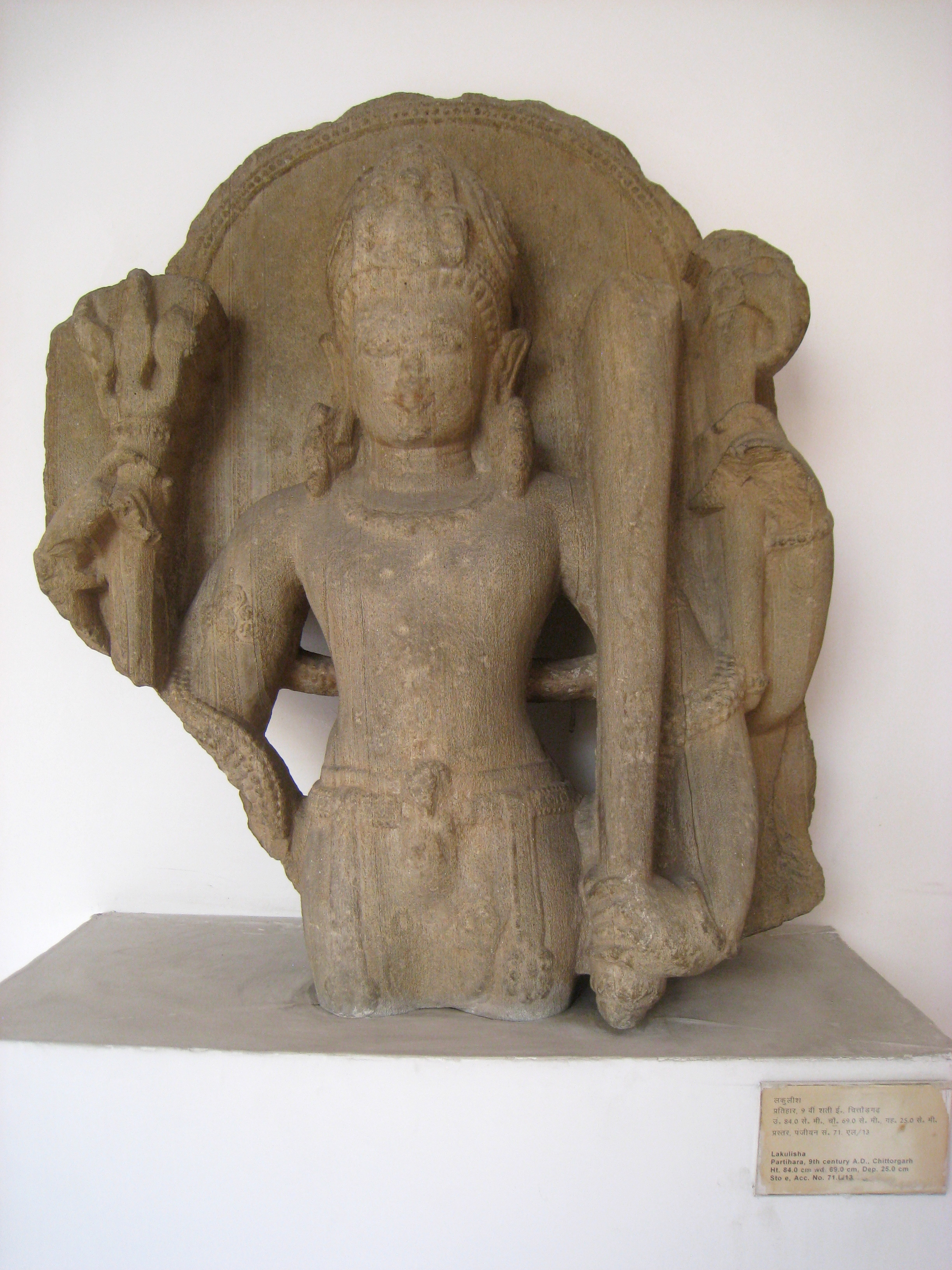
Lakulisha-Statue aus Chittorgarh, Rajasthan (9. Jh.)

Lakulisha (Sanskrit लकुलीश = „Herr mit dem Stab/Keule“) gilt als historische Figur (Wanderasket und dem Tantrismus nahestehender Yoga-Lehrer) des 1. und/oder 2. Jahrhunderts und als Begründer der Pashupata-Sekte des Shivaismus; darüber hinaus gilt er vielen als 28. und somit letzte Inkarnation (avatar) des Hindu-Gottes Shiva.

## Überlieferung
Lakulisha wurde angeblich in Gujarat geboren. Seine Wiedergeburt wurde in den alten Schriften der Shiva-Puranas (insbesondere im Kurma-Purana, im Vayu-Purana und im Linga-Purana) vorhergesagt. Er wird von vier Schülern (Kushika, Garga, Mitra, und Kanrushya) begleitet. Seine Lehre steht sowohl in Opposition zum damals in religiöser Hinsicht führenden Buddhismus als auch zum Jainismus. Er gilt als Verfasser der Pashupata-Sutra.

## Geschichte
Im 4. Jahrhundert ließ der Gupta-Herrscher Chandragupta II. Münzen mit dem Bildnis des vergöttlichten Lakulisha prägen; später erscheint er als Götterfigur an vielen Hindu-Tempeln in ganz Indien. Eine besondere Rolle spielt Lakulisha als Schutzgottheit der Maharanas von Mewar, so z. B. im Tempelkomplex von Eklingji.

## Darstellung
Lakulisha wird regelmäßig mit einem Stab oder einer Keule und mit erigiertem Glied (lingam) dargestellt; der Dreizack (trishula) Shivas gehört ebenfalls zu seiner Ikonografie. Manchmal steht er als Besieger des Bösen und der Unwissenheit auf dem Rücken des unterworfenen Dämons (asura) Apasmara; seine Zweiarmigkeit ist ein Zeichen für seine Nicht-Göttlichkeit.